# Johann Adolph Scheibe
Johann Adolph Scheibe (Lipsia, 15 maggio 1708 – Copenaghen, 22 aprile 1776) è stato un compositore e musicologo tedesco.

## Biografia
Johann Adolf Scheibe nacque a Lipsia, figlio del costruttore di organi Johann Scheibe (circa 1675-1748).
Studiò legge, filosofia all'Università di Lipsia e musica inizialmente con il padre organista e poi come autodidatta, approfondendo le proprie conoscenze sul cembalo.
Nel 1736 si trasferì ad Amburgo dove strinse amicizia con Mattheson e Telemann, e l'anno dopo fondò una delle prime riviste musicali, chiamata Der Critische Musicus, che attirò l'attenzione perché approfondì tematiche di estetica musicale importanti in quel momento, come la difesa della musica tedesca dalle influenze straniere.
Nel 1739 ottenne l'incarico di maestro di cappella a Brandeburgo dal margravio Friedrich Ernst, l'anno successivo fu nominato dalla sorella del margravio, la regina danese Sofia Maddalena, kapellmeister e compositore di corte reale alla pietistica corte danese sotto Cristiano VI al castello di Christiansborg, e nel 1744 ricoprì il ruolo di direttore d'orchestra di corte a Copenaghen.
Scheibe diventò una figura di spicco nella vita musicale della capitale, nella quale introdusse musica orchestrale, vocale, sacra, strumentale, e fu fondamentale per la fondazione della prima società musicale danese, la Det Musikalske Societet, che organizzò concerti pubblici tra il 1744 e il 1749.
Nel 1746 entrò in Massoneria, nella loggia Zorobabel di Copenaghen e nel 1749 pubblicò una raccolta di canzoni Neue Freymaurerlieder mit bequemen Melodien (Nuove arie massoniche con melodie convenienti).
Successivamente Scheibe lavorò a Sønderborg come educatore musicale e traduttore di scrittori danesi in tedesco. Tuttavia, conservò i suoi contatti con la scena musicale di Copenaghen, componendo Musikalske Selskab e in occasione delle celebrazioni reali pezzi per la corte; le cantate funebri per re Federico V e per la regina Luisa risultarono tra le sue opere più importanti.
Come compositore possiamo menzionare l'opera Thusnelda (Copenhagen, 1749), Cantate a due voce per clavicembalo, sei sonate per flauto e basso continuo (Musikalische Erquikstunden), duecento composizioni di musica sacra.
Fu molto attivo negli studi sulla teoria e sulla critica musicale, e tra le sue pubblicazioni annoveriamo Abhandlung über dasRecitativ.
Il critico musicale Scheibe considerò Johann Sebastian Bach e Georg Friedrich Händel come i principali compositori di musica strumentale, anche se criticò alcuni elementi delle composizioni di Bach, tra i quali l'innaturalezza, l'artificialità e lo stile confusionario.

## Opere principali

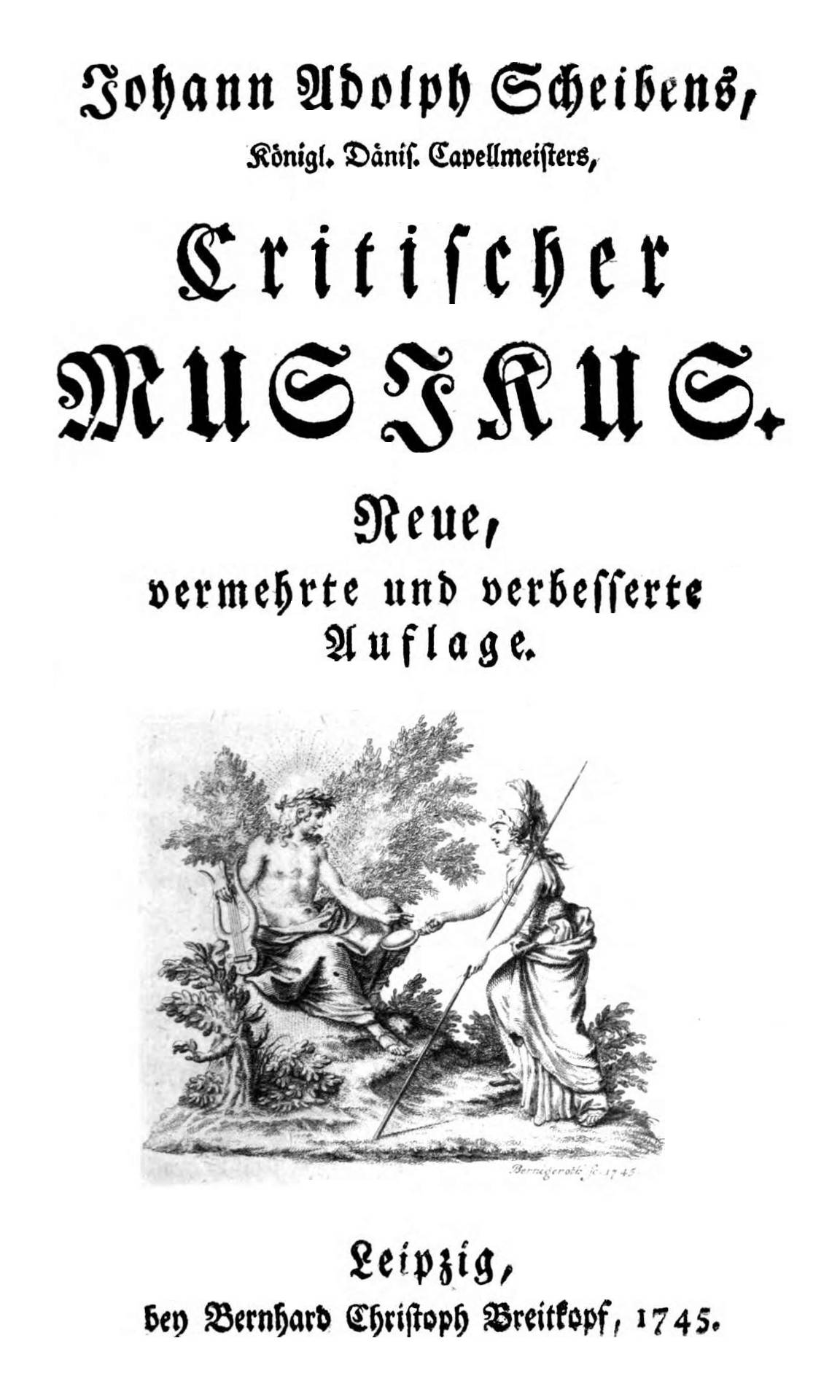
Frontespizio de Der critische Musikus (1745).

### Pubblicazioni
- Compendium musices theoretico-practicum, das ist Kurzer Begriff derer nöthigsten Compositions-Regeln, ca. 1730;
- Der critische Musikus, Amburgo, 1738;
- Abhandlung vom Ursprunge und Alter der Musik, insonderheit der Vokalmusik, Altona e Flensburg, 1754;
- Abhandlung über das Rezitativ, in: Bibliothek der schönen Wissenschaften und freien Künste, XI–XII, 1764–1765;
- Über die musikalische Composition;
  - Erster Theil: Die Theorie der Melodie und Harmonie, Lipsia 1773;
  - Zweyter Theil: Die Harmonie, oder Die Zusammensetzung der Töne an und für sich selbst;

### Musica strumentale

#### Concerto
- Concerto a flauto traverso in La (1), per flauto traverso, violino I-II, viola, violoncello;
- Concerto a flauto traverso in La (2), per flauto traverso, violino I-II, viola, basso;
- Concerto a flauto dolce in Si, per flauto dolce, violino I-II, viola, basso;
- Concerto a flauto traverso in Re (1), per flauto traverso, violino I-II, viola, basso;
- Concerto a flauto traverso in Re (2), per flauto traverso, violino I-II, viola, basso;
- Concerto a flauto traverso in Sol, per flauto traverso, violino I-II, viola, basso;
- Concerto a oboe in Sol, per oboe, violino I-II, basso (violoncello, cembalo);
- Concerto a oboe, per oboe, violino I-II, basso (violoncello, continuo);
- Concerto a violino (perduto);
- Concerto a cembalo in La, per cembalo obbligato, violino I-II, viola, basso (perduto);
- Concerto a cembalo in Fa, per cembalo obbligato, violino I-II, viola, basso (perduto);
- Concerto a cembalo in Sol, per cembalo obbligato, flauto I-II, basso (perduto);
- Concerto a cembalo, per cembalo obbligato, flauto I-II, viola, basso (perduto);

#### Sinfonie
- Sinfonia a 16 in Re, per clarino concertato, clarino II, principale, timpani, corno I-II, flauto traverso obbligato, flauto;
- Sinfonia a 6 in La, per flauto traverso I-II, violino I-II, viola, basso (violoncello & cembalo);
- Sinfonia a 6 in Do, per flauto traverso I-II, violino I-II, viola, basso (violoncello & cembalo);
- Sinfonia a 6 in Re, per flauto traverso I-II, violino I-II, viola, basso (perduto);
- Sinfonia a 5 in Re, per flauto traverso, violino I-III, basso (continuo con becif.);
- Sinfonia a 4 in La, per violino I-II, viola, basso;
- Sinfonia a 4 in La (perduto);
- Sinfonia a 4 in Si (1), per violino I-II, alto viola, basso;
- Sinfonia a 4 in Si (2), per violino I-II, viola, basso;
- Sinfonia a 4 in Si (3) (perduto);
- Sinfonia a 4 in Do (perduto);
- Sinfonia a 4 in Mi (perduto);
- Sinfonia a 4 in Sol (perduto);
- Sinfonia a 4 in Sol (perduto);
- Sinfonia a 3 in Fa, per violino I-II, basso (continuo) (perduto);

#### Sonate
- Sonata in La (1), per cembalo obbligato, flauto traverso/violino concertato;
- Sonata in La (2), per cembalo obbligato con violino (perduto);
- Sonata in Si, per violino solo con basso (perduto);
- Sonata in Do, per violino solo con basso (perduto);
- Sonata in Re, per cembalo obbligato con flauto traverso/violino concertato;
- Sonata in Re, per violino I-II, basso (perduto);
- Sonata in Re, per violino solo con basso (perduto);
- Sonata in Mi, per cembalo obbligato con violino (perduto);
- Sonata in Sol (1), per cembalo obbligato con violino (perduto);
- Sonata in Sol (2), per cembalo obbligato con violino (perduto);
- Sonata in Sol (3), per cembalo obbligato con violino (perduto);
- Sonata in Sol (4), per cembalo obbligato con violino (perduto);
- Sonata in Sol, per cembalo obbligato con violino (perduto).